# Lahti
Lahti je grad i općina na jugu Finske od 118,885 stanovnika. On je administrativno središte regije Päijänne Tavastia.

## Zemljopisne karakteristike
Lahti leži na južnoj obali jezera Vesijärvi, udaljen oko 100 km sjeveroistočno od Helsinkija.

## Povijest
Lahti se prvi put spominje u dokumentima 1445. kao selo u župi Hollola. Osnovan je 1878. za vrijeme ruskih vlasti, a povelju o statusu grada dobio je 1905. Grad se razvio kao snažno središte drvne industrije, kad je do njega stigla željeznica 1870. i kad je 1871. prokopan kanal Vääksy kojim je jezero Vesijärvi povezano s jezerom Päijänne.
U Finskoj je poznat kao grad najvećih radio - televizijskih postaja. Danas je poznat po međunarodnim skijaškim igrama, koje se održavaju svake godine već skoro 90 godina te po skijaškim skokovima na skakaonici Salpaus.
U Lahtiju su odigravane nogometne utakmice za Ljetnih olimpijskih igri 1952.

## Znamenitosti
Najveće znamenitosti grada su gGradska vijećnica iz 1912. koju je projektirao Eliel Saarinen i crkva sv. Križa koju je projektirao Alvar Aalto 1978. Nova atrakcija je moderni kongresni centar i koncertna dvorana "Sibelius Hall" drvene konstrukcije podignuta 2000.
Lahti je poznat po svom simfonijskom orkestru (Sinfonia Lahti) i Institutu za dizajn, koji je dio njegovog Sveučilišta primijenjene znanosti.

## Gospodarstvo
Lahti je snažno Industrijsko središte, poznato po proizvodnji namještaja, a uz to u gradu se proizvodi: tekstil, pivo, staklo i strojevi. Lahti je i važna luka i željezničko čvorište.